# Antonio Javellana Ledesma
Antonio Javellana Ledesma SJ (Iloilo, Iloilo, Filipinas, 28 de março de 1943) é um ministro católico filipino e arcebispo emérito de Cagayan de Oro.
Após sua ordenação em 16 de abril de 1973, Ledesma trabalhou por mais de 20 anos como sacerdote da Ordem dos Jesuítas. Em 1980 ele recebeu seu doutorado em estudos de desenvolvimento antes de ser nomeado prelado coadjutor do Ipil em 13 de junho de 1996 e consagrado em 31 de agosto de 1996 pelo arcebispo Gian Vincenzo Moreni e co-consagradores arcebispo Jesus Tuquib e bispo Federico Ocampo Escaler S.J. recebeu a consagração episcopal. Um ano depois, em 28 de junho de 1997, tornou-se Prelado de Ipil.
Em 4 de março de 2006, Antonio Ledesma foi nomeado Arcebispo de Cagayan de Oro, sucedendo a Jesus Tuquib. Em 23 de junho de 2020, o Papa Francisco aceitou sua aposentadoria por motivos de idade.